# Hendrik Josephus Pos

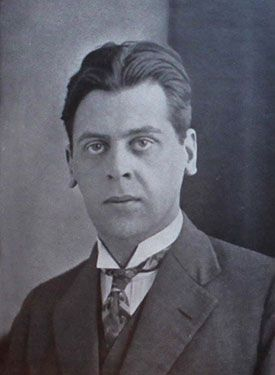
Pos, vóór 1933.

Hendrik Josephus Pos (Amsterdam, 11 juli 1898 - Haarlem, 25 september 1955) was een Nederlandse filosoof.

## Biografie
Na al op zeventienjarige leeftijd eindexamen gymnasium (zowel alpha als bèta) afgelegd te hebben, ging Pos klassieke talen studeren aan de Vrije Universiteit te Amsterdam. Hij studeerde af in 1920, waarna hij een jaar in Heidelberg en in Freiburg studeerde (bij Heinrich Rickert en Edmund Husserl). Hij promoveerde op 24 januari 1922 in Heidelberg met het proefschrift Zur Logik der Sprachwissenschaft. Daarna studeerde hij nog een half jaar aan de Sorbonne onder anderen bij de taalkundigen Joseph Vendryes en Antoine Meillet. 
In 1923 verkreeg Pos een tweede doctoraat aan de Vrije Universiteit, wat een vereiste was voor een benoeming tot hoogleraar aldaar. In hetzelfde jaar werd hij (op 25-jarige leeftijd) benoemd tot hoogleraar in de algemene taalwetenschap en de klassieke letteren. 
In 1929 werd hij rector magnificus van de Vrije Universiteit.
Pos bleek er in de loop van de jaren steeds minder op zijn plek omdat zijn opvattingen steeds moeilijker te rijmen waren met de uitgangspunten van de Vrije Universiteit.
In 1932 maakte hij de overstap naar de Universiteit van Amsterdam waar hij werd benoemd als hoogleraar 'Theoretische wijsbegeerte en geschiedenis der wijsbegeerte'. Al ten tijde van zijn VU-hoogleraarschap had Pos meer interesse voor taalfilosofie dan voor de klassieke filologie.
Pos heeft veel artikelen gepubliceerd op verschillende deelgebieden van de filosofie, en hij genoot nationaal en internationaal veel aanzien. Hij was spreker op talloze conferenties en voorzitter van veel congressen en commissies, onder andere van het Comité van Waakzaamheid. 
Snel na het uitbreken van de Tweede Wereldoorlog werd Pos door de Duitsers opgepakt en moest hij zijn universitaire taken neerleggen. Na de oorlog vatte hij zijn taken weer op. Hij bekende zich nu nog meer tot het humanisme, en hij was dan ook betrokken bij de oprichting, in 1946, van het Humanistisch Verbond. Pos was van 1948 tot 1953 de eerste voorzitter van de Fédération Internationale des Sociétés de Philosophie (FISP), opgericht in Amsterdam in 1948 tijdens het 10e World Congress of Philosophy, dat voorgezeten werd door Pos.
In Nederland publiceerde een 'Comité voor Vrede in Indonesië' op 21 december 1948 een veroordeling van de politionele acties als 'strijdig met de beginselen van het internationale recht, gevaarlijk voor de wereldvrede en noodlottig voor het welzijn der volkeren van Indonesië.' H.J. Pos was samen met onder meer dominee Buskes, een van de ondertekenaars. Ook ijverde Pos voor een goede relatie met de Sovjet-Unie.
Hij trouwde op 23 september 1924 te Amsterdam met Marcelle Marie Delphine Honig (1902-1999).
Pos was sinds 1937 lid van de KNAW. Ook was hij eredoctor van de Universiteit van Poitiers. In 2011 werd Pos en zijn echtgenote door Yad Vashem postuum de titel Rechtvaardige onder de Volkeren toegekend. Van augustus 1943 tot mei 1945 boden zij onderdak aan een meisje van Joodse afkomst.

## Publicaties in boekvorm
- 1922: Zur Logik der Sprachwissenschaft, eerste proefschrift.
- 1923: Kritische Studien über philologische Methode, tweede proefschrift.
- 1924: Algemeene taalwetenschap en subjectiviteit. Rede uitgesproken bij de aanvaarding van zijn hoogleraarsambt aan de VU.
- 1926: Inleiding tot de taalwetenschap.
- 1929: Het onbepaalde in de taal en in de taalkunde. Dies-rede 21 oktober 1929.
- 1932: Het apriori in de geesteswetenschappen. Rede uitgesproken bij de aanvaarding van zijn hoogleraarsambt aan de Universiteit van Amsterdam.
- 1936 De zin der wetenschap. Voordracht UvA, december 1936.
- 1940: Filosofie der wetenschappen. Vijf inleidende voordrachten.
- 1940: Uren met Bergson.
- 1957-8 (Postuum uitgegeven): Keur uit de verspreide geschriften van Dr. H.J. Pos (twee delen).
- 2014: Écrits sur le langage. Choisis, traduits et présentés par Patrick Flack. Genève & Lausanne: sdvig press.